# Роланд Мішко
Роланд Мішко (нар. 24 жовтня 1997, Мукачево, Закарпатська область) — український актор театру і кіно.

## Життєпис
Роланд Мішко народився 24 жовтня 1997 року у місті Мукачево.
У 2019 році закінчив Київський Національний Університет Театру Кіно і Телебачення ім. Карпенка-Карого за спеціалізацією актор театру ляльок.

## Творчість

### Фільмографія
- 2019 — Мої думки тихі — реж. Антоніо Лукіч
- 2020 — Секс, Інста і ЗНО — реж. Антоніо Лукіч
- 2021 — Дитячий охоронець — реж. Сергій Санін
- 2021 — Чому я живий — реж. Віллен Новак
- 2023 — Капітан Бровари — реж. Едуард Нечмоглод
- 2023 — 70 000 років тому — Хлюпік; реж. Едуард Нечмоглод
- 2024 — Зозулі — Тарасік; реж. Мирослав Латик